# Притча про фарисея та митаря

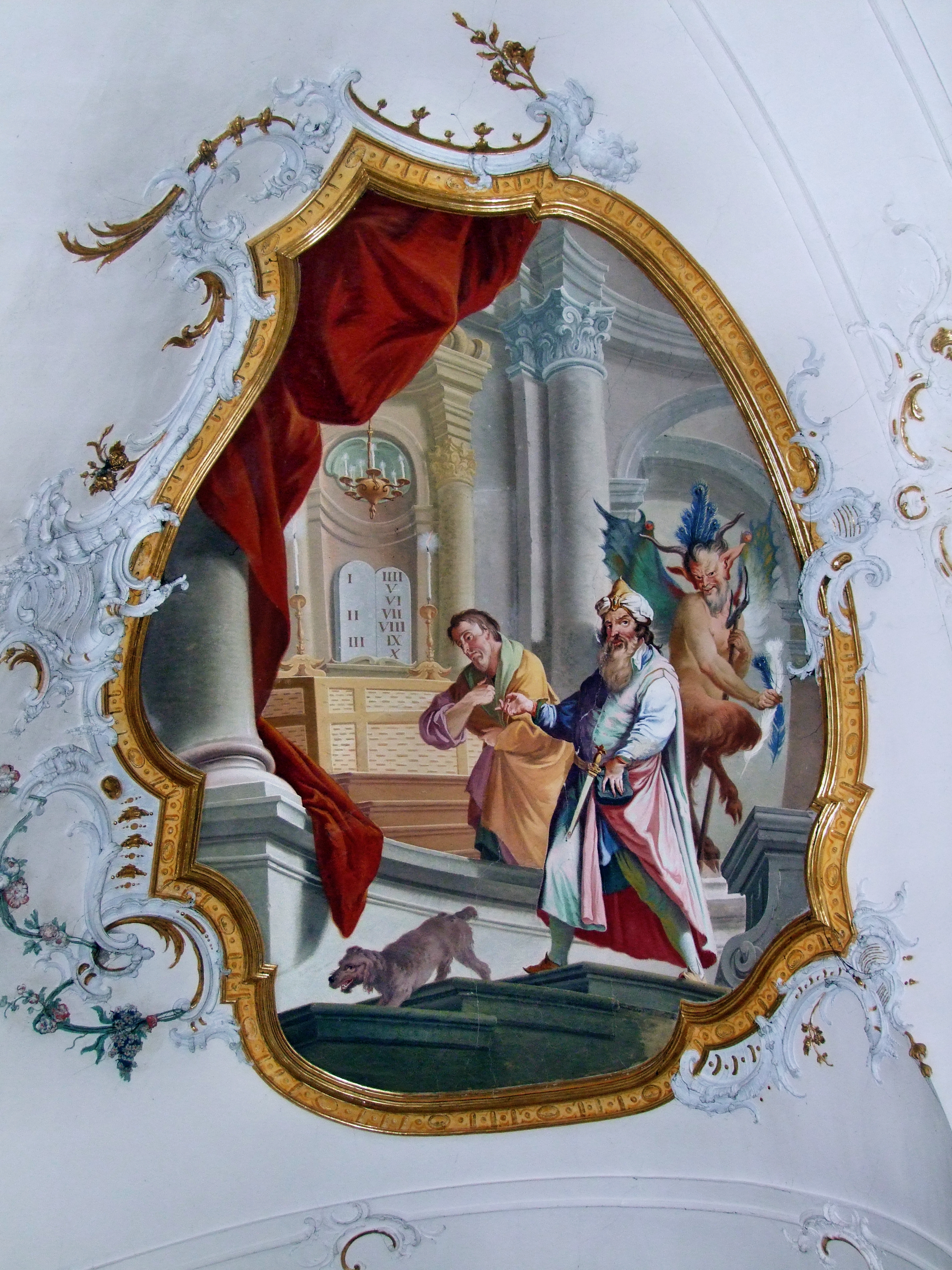
Фреска Basilika Ottobeuren

При́тча про ми́таря та фарисе́я — одна з відомих притч Ісуса Христа. Описується у Євангелії від Луки Нового Заповіту Біблії 18:9-14. У притчі схвалюється скромність та щире покаяння митаря на відміну від гордості фарисея. Притча про митаря та фарисея читається за Богослужінням у першу підготовчу неділю перед Великим постом.

## Оригінальний текст
| Євангеліє              | Цитата |
| ---------------------- | --- |
| Від Луки (Лк. 18:9-14) | \| \| А для деяких, що були себе певні, що вони ніби праведні, і за ніщо мали інших, Він притчу оцю розповів. Два чоловіки до храму ввійшли помолитись, один фарисей, а другий був митник. Фарисей, ставши, так молився про себе: Дякую, Боже, Тобі, що я не такий, як інші люди: здирщики, неправедні, перелюбні, або як цей митник. Я пощу два рази на тиждень, даю десятину з усього, що тільки надбаю! А митник здалека стояв, та й очей навіть звести до неба не смів, але бив себе в груди й казав: Боже, будь милостивий до мене грішного!… Говорю вам, що цей повернувся до дому свого більш виправданий, аніж той. Бо кожен, хто підноситься, буде понижений, хто ж понижається, той піднесеться. \| · |
|                        | А для деяких, що були себе певні, що вони ніби праведні, і за ніщо мали інших, Він притчу оцю розповів. Два чоловіки до храму ввійшли помолитись, один фарисей, а другий був митник. Фарисей, ставши, так молився про себе: Дякую, Боже, Тобі, що я не такий, як інші люди: здирщики, неправедні, перелюбні, або як цей митник. Я пощу два рази на тиждень, даю десятину з усього, що тільки надбаю! А митник здалека стояв, та й очей навіть звести до неба не смів, але бив себе в груди й казав: Боже, будь милостивий до мене грішного!… Говорю вам, що цей повернувся до дому свого більш виправданий, аніж той. Бо кожен, хто підноситься, буде понижений, хто ж понижається, той піднесеться.            |